# Jacopo Antonio Sanvitale
Jacopo Antonio Sanvitale, né le 23 mai 1699 à Parme et mort dans cette même ville le 6 mars 1780, est un diplomate et poète italien.

## Biographie
Jacopo Antonio Sanvitale naquit à Parme, le 23 mai 1699. À l’âge de douze ans, il composa un quatrain latin à l’occasion de la promotion de Giulio Piazza au cardinalat. En 1720, il épousa une demoiselle Cenci, et peu après son père et son frère Frédéric étant entrés dans la compagnie de Jésus, il se trouva maître absolu d’une fortune considérable. Il se lia alors avec tout ce que Parme contenait d’hommes distingués par le talent ou la science, et il devint leur Mécène. Le duc Antoine Farnèse avait pour lui une estime particulière ; il le nomma d’abord grand connétable de l’Ordre sacré et militaire constantinien de Saint-Georges, puis membre de la régence qui devait gouverner l’État après sa mort, qui eut lieu le 20 janvier 1731. À cette époque, on croyait que sa veuve, la duchesse Henriette, était enceinte, et la régence remplit ses fonctions jusqu’au moment où le contraire fut établi. La couronne ducale étant alors dévolue à l’infant d’Espagne don Carlos, le comte Sanvitale alla complimenter ce prince à Pise, d’abord, le 13 février 1732, au nom de la municipalité, dont il était membre ; puis, le 27 mars suivant, au nom de l’ordre de Constantin. Cependant don Carlos, ne pouvant pas encore prendre possession de ses États, qui lui étaient disputés par l’Autriche et étaient occupés par une armée sous les ordres du maréchal Pallavicino, chargea le comte Sanvitale de veiller à ce que le bon ordre régnât à Parme. Sa conduite, à la fois ferme et courtoise vis-à-vis des chefs de l’armée autrichienne, le fit réussir dans cette mission. En 1737, il se rendit à Vienne et captiva la faveur de l’empereur Charles VI. Trois ans plus tard, il fit un second voyage dans cette capitale, où il avait été appelé par ce même prince, qui, arrivé à son heure dernière, témoigna au comte son regret de ne pouvoir plus lui donner autrement qu’en paroles des marques de son affection. Lorsque Marie-Thérèse fonda, en 1741, une académie à Parme, Sanvitale en fut nommé membre sous le nom d’Eaco Panellenio, et ce fut dans son palais qu’eut lieu la première réunion (9 avril 1741). Les États de Parme ayant été rendus à la maison de Bourbon, l’infant don Philippe choisit pour le représenter à Paris le comte Sanvitale, qui remplit ces fonctions de 1751 à 1759. Revenu à Parme, le 10 novembre de cette dernière année, il renonça entièrement aux affaires, fit même cession à son fils de la majeure partie de ses biens et ne s’occupa plus que des études qui avaient déjà rempli une grande partie de sa vie. Le comte Sanvitale mourut à Parme, le 6 mars 1780, regretté de tous, surtout des gens de lettres, qu’il avait protégés. Son cœur fut déposé dans l’église de l’Annonciation, où la famille possédait une chapelle, et le corps fut transporté dans Fontanellato, un des fiefs du défunt. Son éloge fut prononcé par le P. Luca Antonio Pagnini, professeur d’éloquence à l’université.

## Œuvres
- Chant en l’honneur de St-François Régis, Parme, 1738, in-4° ;
- Églogues, dans différents recueils de 1738 à 1748 ;
- Les sept psaumes de la pénitence, traduits en vers, Venise, 1745, in-8°, et Parme, 1747, in-12 ;
- Avis du comte J.-A. Sanvitale, en réponse à une dissertation de Ludovico Salvi, Venise, 1746, in-8°. L’auteur y prend la défense de ceux qui font encore intervenir les divinités païennes dans leurs poésies.
- Poème parabolique, Venise, 1746 et 1747, in-fol. Il fut suggéré à l’auteur par un passage de Bacon, qui, dans son livre De augmentis scientiarum, indique le plan d’un poème de ce genre. Sanvitale divisa le sien en trois parties, de six chants chacune. La première a pour sujet la morale, la seconde la politique et la troisième la physique, c’est-à-dire la création. Voici le jugement qu’a porté de ce livre Champollion-Figeac dans sa Notice des accroissements de la bibliothèque de Grenoble : « C’est, dit-il, un traité de morale revêtu des formes poétiques et mythologiques et où se trouvent toutes les spéculations d’une âme enthousiaste de la vertu et des qualités morales qui ennoblissent l’homme. »
- Poème en quatre chants, publié à l’occasion d’une prise de voile, Parme, 1757, in- 4°. Il n’y a que le premier chant qui soit de Sanvitale.
- Quelques pièces en vers et en prose dans un recueil publié à l’occasion de la naissance de don Fernand, fils du duc de Parme Philippe, 1751, in-fol. ;
- Castor et Pollux, tragédie traduite du français, avec le texte en regard, Parme, 1758, in-4° ;
- Enèe et Lavinie, opéra traduit en italien pour le théâtre de Parme, 1761, in-4° ;
- Capitolo, adressé au même infant le jour où il fut inoculé, Parme, 1764, in-fol. ;
- Le tribunal de Jupiter, chant pour le mariage de l’infant don Carlos avec Louise de Bourbon, Parme, 1765, in-4° ;
- Euranio et Eurasitea, fable pastorale, Parme, Bodoni, 1773, in-4° et in-8° ;
- Andromaque, tragédie de Racine, traduite en vers italiens, Parme, Bodoni, 1776, in-8° ;
- Poésies diverses, dans le tome 13 des Poésies des Arcades de Rome, dont il était membre ;
- Polyeucte, tragédie de Corneille, traduite en vers italiens, Parme, in-4°, sans date. Les différentes pièces traduites par Sanvitale furent toutes représentées, soit au théâtre grand-ducal, soit sur celui qu’il avait fait élever lui-même dans sa villa de Fontanellato, et où il réunissait souvent l’élite de la société.

## Source
- « Sanvitale (le comte Jacques-Antoine) », dans Louis-Gabriel Michaud, Biographie universelle ancienne et moderne : histoire par ordre alphabétique de la vie publique et privée de tous les hommes avec la collaboration de plus de 300 savants et littérateurs français ou étrangers, 2e édition, 1843-1865 [détail de l’édition]